# Guldlysing
Guldlysing (Lysimachia ciliata) är en växtart i familjen ardisiaväxter som förekommer naturligt i Kanada och USA. Arten odlas som trädgårdsväxt i Sverige, och vanligen den rödbladiga sorten 'Firecracker'.

## Synonymer
Lysimachia membranacea (Greene) Hand.-Mazz.
Nummularia ciliata (L.) Kuntze
Steironema ciliatum (L.) Baudo
Steironema ciliatum var. occidentale Suksd.
Steironema longipedicellatum (Lunell) Lunell
Steironema membranaceum Greene
Steironema pumilum Greene
Steironema pumilum var. longipedicellatum Lunell